# Championnats d'Europe de dressage 1969
Navigation
Édition précédente Édition suivante
Les championnats d'Europe de dressage 1969, quatrième édition des championnats d'Europe de dressage, ont eu lieu en 1969 à Wolfsbourg, en Allemagne de l'Ouest. L'épreuve individuelle est remportée par l'Allemande Liselott Linsenhoff et l'épreuve par équipe par l'Allemagne de l'Ouest.